# François Carrier
François Carrier (* 5. Juni 1961 in Chicoutimi, Québec) ist ein kanadischer Musiker (Sopran- und Altsaxophon) und Komponist im Bereich des Modern Creative und der improvisierten Musik.

## Leben und Wirken
Carrier war seit 1979 in Vancouver aktiv; seit 1982 gehört er zu der Jazzszene von Montreal. Seit 1990 arbeitet er im Trio mit dem Schlagzeuger Michel Lambert und dem Bassisten Pierre Côté. Das Album Intuition, das 1998 von der Association québécoise de l'industrie du disque als „Jazzalbum des Jahres“ nominiert wurde, verschaffte dem Trio internationale Aufmerksamkeit; bei einer Europatournee trat es auch auf dem Montreux Jazz Festival 1998 auf. Im selben Jahr gründete Carrier das Nouvel Ensemble de Musique Improvisée (NoEMI), das mit Dewey Redman und Sonny Greenwich auftrat.
Das gleichfalls mit seinem Trio entstandene Album  Compassion (Naxos Jazz) wurde 2001 mit dem Juno Award als bestes zeitgenössisches Jazzalbum ausgezeichnet. 2002 konzertierte er mit dem Pianisten Bobo Stenson auf dem Vancouver Jazz Festival und nahm ein Album mit Uri Caine auf. 2003 spielte er, begleitet von Paul Bley, Gary Peacock und Michel Lambert, das Album  Travelling Lights (Justin Time) ein. Es folgten weitere Produktionen u. a. mit Mat Maneri, Dewey Redman, Michel Donato, Ron Séguin und Véronique Dubois. 2011 entstand in St. Petersburg das Trioalbum Inner Spire (Leo) mit dem Schlagzeuger Michel Lambert und dem russischen Pianisten Alexei Lapin.

## Preise und Auszeichnungen
2013 wurde Carrier im Leserpoll des Down Beat als bester Altsaxophonist und 2015 vom International Critic’s Poll der Internet-Plattform „El Intruso“ als bester zeitgenössischer Altsaxophonist gewählt.

## Diskographische Hinweise
- Trio François Carrier Poursuite (Amplitude 1994)
- Trio François Carrier Intuition (Lost Chart, 1997)
- François Carrier Trio + 1 Compassion (Naxos Jazz, 2000)
- François Carrier Trio with Uri Caine All'Alba (Justin Time Records, 2002)
- François Carrier/Paul Bley/Gary Peacock/Michel Lambert Travelling Lights (Justin Time, 2004)
- François Carrier Trio Play (482 Music, 2004)
- François Carrier Happening mit Mat Maneri, Pierre Côté, Michel Lambert & Uwe Neumann (Leo Records, 2006)
- François Carrier/Dewey Redman/Michel Donato/Ron Séguin/Michel Lambert – Open Spaces (Spool, 2006)
- François Carrier Quartet Noh (Ayler Records, 2006)
- François Carrier, Michel Lambert Kathmandu (FMR Records, 2007)
- François Carrier/Michel Lambert/Jean-Jacques Avenel – Within (Leo Records, 2008)
- François Carrier – The Digital Box – [7-CD-Box-Set] – (Ayler Records, 2008)
- François Carrier/Michel Lambert Nada (Creative Sources, 2008)
- Véronique Dubois/François Carrier – Being With (Leo, 2010)
- François Carrier Trio + 1 Entrance 3 (Ayler Records, 2002, ed. 2011) mit Bobo Stenson
- François Carrier, Michel Lambert, Alexey Lapin: Inner Spire (Leo, 2011)
- François Carrier, Michel Lambert, Alexey Lapin: All Out (FMR, 2011)
- François Carrier, Michel Lambert, Alexey Lapin: In Motion (Leo, 2012)
- François Carrier, Michel Lambert, Alexey Lapin: The Russian Concerts Volume 1 (FMR, 2014)
- François Carrier. Michel Lambert, Rafał Mazur: Oneness (2017)
- François Carrier / Michel Lambert / Alexey Lapin: Freedom is Space for the Spirit (2017)
- François Carrier / Michel Lambert / Rafal Mazur: Beyond Dimensions (2018)
- Elements (FMR, 2018)
- Nirguna (2019), mit Alexander Hawkins, John Edwards, Michel Lambert
- François Carrier / Masayo Koketsu / Daisuke Fuwa / Takashi Itani: Japan Suite (NoBusiness, 2020)